# Marut
Marut, Marutas – imię męskie pierwotnie pochodzenia perskiego, oznaczające "boży posłaniec". Patronem tego imienia jest św. Marutas z Mezopotamii.
Marut imieniny obchodzi 16 lutego i 4 grudnia.
Żeńskim odpowiednikiem jest Maruta.